# Taça Estado do Ceará

A Taça Estado do Ceará ou Troféu Dr. Mario Henrique é o prêmio para a equipe vencedora do Campeonato de futebol cearense da Série A.

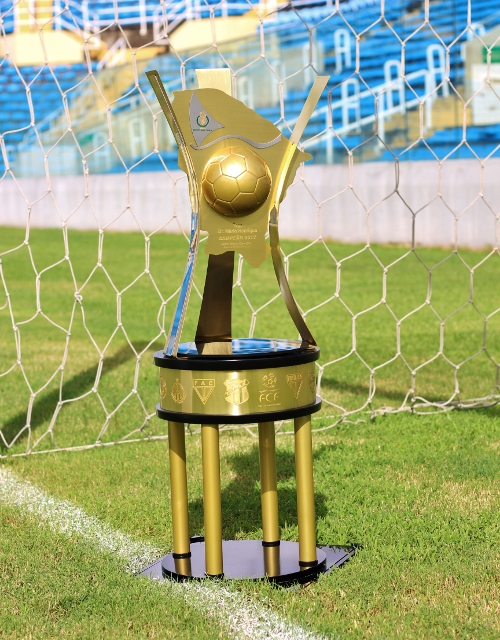
Troféu Dr. Mario Henrique

A mudança de nome, foi em homenagem ao Dr. Mário Henrique, irmão do presidente da Federação Cearense de Futebol do Clube Ceará, falecido em 16 de novembro de 2010. Nascido em 11 de fevereiro de 1965, o homenageado do troféu da Série A era médico hematologista e oncologista.
Começou sua trajetória de trabalho no futebol, quando assumiu o Departamento Médico do Fortaleza Esporte Clube, posteriormente foi diretor do Futebol Amador e presidente do Conselho Deliberativo do clube.   
Joaby Garcia foi o artista plástico escolhido para confeccionar o troféu do Campeonato Cearense Série A de 2017. O troféu relaciona elementos da cultura cearense como a jangada, a bola de futebol e o mapa do estado. O artista é residente em Maranguape, região Metropolitana de Fortaleza, a 27 km da capital.
Em setembro de 2017, disputam as semifinais do campeonato de futebol cearense da série A, os time Fortaleza, Ferroviário e Guarani de Juazeiro.

## Referência
Campeonato Cearense de Futebol